# NATIVE (コタニキンヤのアルバム)
『NATIVE』（ネイティブ）は、2004年11月12日にリリースされたコタニキンヤの3枚目のアルバム（MC-K2名義でリリースされた作品を含めると通算4枚目）。発売元はR&C。

## 概要
前作『WHAT? **PHYSICAL**』より3年4ヵ月ぶりのリリース。タワーレコード8店舗限定販売。デビュー以来所属していたアンティノスレコードの消滅に伴い本作よりR&Cに移籍。また、デビュー時から全ての作品のプロデュースをMad Soldiersが手掛けていたが、本作よりMad Soldiersのプロデュースではなくなった。

## 収録曲
1. 愛のカタチ
  - 作詞・作曲：コタニキンヤ　編曲：KAGO-P・じぇっと・ZONO・キンヤ
2. ス・パ・イ・ダ・ー
  - 作詞：村野直球　作曲・編曲：飯田健彦
3. ロマンティック☆ジャーニー
  - 作詞：Gajin　作曲：木村怜　編曲：小林俊太郎
4. silent scene
  - 作詞：コタニキンヤ　作曲：浅田直　編曲：清水武仁・丸山真由子
5. BE THE ONE
  - 作詞：久保田洋司　作曲・編曲：関淳二郎
6. TOKIO
  - 作詞：糸井重里　作曲：加瀬邦彦　編曲：HΛL